# Christa Dieckvoß
Christa Dieckvoß (* 14. September 1937) ist eine ehemalige deutsche Speerwerferin.

## Leben
Die für den Ratzeburger SV antretende Dieckvoß wurde im Speerwurf 1957 Dritte der deutschen Meisterschaft und 1959 deutsche Meisterin. Später war sie Mitglied des LBV Phönix und stellte Ende Juli 1973 mit 51,56 Metern eine schleswig-holsteinische Bestmarke auf.
Dieckvoß betrieb auch Diskuswurf. Mit 38,09 Metern gelang ihr im September 1954 eine schleswig-holsteinische Bestweite.